# Laurens (Dél-Karolina)
Laurens település az Amerikai Egyesült Államok Dél-Karolina államában, Laurens megyében, melynek megyeszékhelye is. Lakosainak száma 9335 fő (2020. április 1.).

## Népesség
A település népességének változása:

| 2010 | 9 139 |
| 2020 | 9 335 |